# 張定発
張定発（ちょう ていはつ）は中華人民共和国の軍人。中国人民解放軍首脳の1人。海軍上将。

## 略歴
長年、潜水艦部隊で勤務し、「潜艇派」（潜水艦派）に属した。1964年に中国共産党に入党。1985年以降しばらく北海艦隊参謀長助理、
青島基地参謀長等を歴任し、1988年の階級制度復活に伴い、海軍大校(海軍上級大佐)を授与される。1991年に海軍少将、
1993年に北海艦隊参謀長、1995年同副司令員、1996年に済南軍区副司令員兼北海艦隊司令員と歴任した後1998年に海軍中将、
2000年に海軍副司令員、2002年に中国人民解放軍軍事科学院院長、2003年に海軍司令員に就任、海軍上将には2004年に昇進した。
同年には中国共産党中央軍事委員会第16期4中全会にて委員にも就任したが、肺癌により2006年12月14日死去。享年63。